# Митчелл, Дженива
Джени́ва Ми́тчелл (англ. Geneva Mitchell; 3 февраля 1905, Медаривилл, Индиана, США — 10 марта 1949, Лос-Анджелес, Калифорния, США) — американская актриса

.

## Биография и карьера
Дженива Митчелл родилась 3 февраля 1905 года в Медаривилле (штат Индиана, США).
Митчелл начала свою карьеру на сцене в музыкальной комедии. В 17 лет состояла в хоре «Салли» и участвовала в «Безумстве Зигфелда» 1921 года.
Она подписала контракт с Warner Brothers в октябре 1929 года и с Columbia Pictures в июне 1934 года. Митчелл наиболее известна по ролям в фильмах Трёх балбесов 1935 года: «Беспокойные рыцари», «Pop Goes the Easel» и «Хой Поллой». В «Хой Поллой» Митчелл сыграла инструктора по танцам, который даёт указание Балбесам «поступать точно так же, как я». Прежде чем она начинает танцевать, шмель приземляется на её голую спину, а затем ползёт ей под платьем. Она встревожена. Естественно, Балбесы подражают каждому её испуганному движению. Эти весёлые кадры должны были быть повторно использованы шесть лет спустя в «Сладком пироге и пироге».
5 марта 1922 года Дженива вышла замуж за 21-летнего студента Милфордской академии и сына миллионера Роберта С. Севеджа, через 5 дней она вернула ему свадебное кольцо со словами «Я слишком юна, чтобы быть женой»' и аннулировала брак 24 января следующего года. 1 октября 1923 года, после 10 дней отношений, Митчелл вышла замуж за колорадского театрального пиарщика Джека Хэйса, но и этот брак позже распался. В январе 1933 года состоялась её помолвка с актёром и режиссёром Лауэллом Шерманом, но они так и не успели пожениться до его смерти 23 декабря следующего года. В октябре 1935 года она вышла замуж за финансистом Гарри Джеем Брайантом, дальнейшая судьба этого брака неизвестна.
Ухудшившее здоровье сократило карьеру Митчелл после 1936 года, она появилась лишь в одном фильме в течение 1940-х годов. Она умерла в Лос-Анджелесе, штат Калифорния, 10 марта 1949 года в возрасте 44-х лет.

## Избранная фильмография
| Год  |   | Русское название       | Оригинальное название    | Роль                 |
| ---- | - | ---------------------- | ------------------------ | -------------------- |
| 1930 | ф | Её брачная ночь        | Her Wedding Night        | Глория Маршалл       |
| 1932 | ф | Распутин и императрица | Rasputin and the Empress | аристократка на балу |
| 1933 | ф | Ранняя слава           | Morning Glory            | Гвендолин Холл       |